# Sextus Miskow
Sextus Miskow, född den 3 februari 1857 i Nyborg, död den 24 november 1928, var en dansk tonsättare.
Miskow, som var elev till Edmund Neupert och i sång av Carl Helsted, debuterade 1879 på kungliga teatern som Jakob i Méhuls "Joseph", studerade sång i Wien 1885–1886 och verkade sedan som kompositör, sånglärare och musikkritiker. Han tonsatte sagospelen Snehvide och Fyrtøjet samt skrev musik till flera dramer, solosånger med mera.